# 多摩幸子
多摩 幸子（たま ゆきこ、1941年 - ）は日本の歌手。姉は歌手の菊池章子。姉の孫であるcaminoの一員のKIKUとBREATHの一員だった菊池一仁の大叔母にあたる。

## 来歴・人物
東京都下谷出身。
東邦音楽学校を卒業した後、1958年（昭和33年）に歌手デビューする。
1961年（昭和36年）、和田弘とマヒナスターズとデュエットした「北上夜曲」が大ヒットする。この際、姉の菊池章子から「マヒナの方々はもてるから、気を付けなさいね」と言われたという。「北上夜曲」は数組の歌手による競作となったが、多摩幸子&和田弘とマヒナスターズ盤とダークダックス盤の2つが特に大ヒットした。
懐メロブーム到来前の1966年（昭和41年）、25歳で結婚して歌謡界を引退した。その後、歌手復帰（具体的な復帰時期は不明）。懐メロ番組に度々出演する。
2002年（平成14年）4月7日、実姉の菊池章子が死去。
現在は社団法人日本歌手協会に所属。

## 主な出演

### 映画
- 唄しぐれ千両旅
- 弥次喜多珍道中 中仙道の巻
- 地獄の影法師
- 社長と女秘書 全国民謡歌合戦
- 楢山節考

### 歌番組
- 第43回思い出のメロディー（NHK総合、2011年8月13日）
- NHK歌謡コンサート（NHK総合）
- 木曜8時のコンサート（テレビ東京）

### その他
- 第38回日本歌手協会歌謡祭[2]（ゆうぽうと、2011年11月11日）
- 日本歌手協会創立50周年記念　歌謡フェスティバル（ゆうぽうと、2013年11月22日）